# Élections législatives françaises d'août 1815
Les élections législatives françaises d'août 1815 ont eu lieu les 14 et 28 août 1815 en France. Elles ont élu les députés de la première législature de la Seconde Restauration.

## Contexte
Les élections se déroulent dans un climat tendu par la terreur blanche. À Toulouse le président du collège électoral est écarté au profit de Villèle. À Nimes, treize protestants sont massacrés à la veille du scrutin. Dans 46 départements, les troupes d'occupation étrangère perturbent les opérations en arrêtant jacobins et bonapartistes.

## Système électoral
En vertu de l'ordonnance du 13 juillet 1815, les députés sont élus au suffrage censitaire indirect. En premier lieu, les collèges d'arrondissement, composés de l'ensemble des électeurs, désignent les candidats potentiels. En second lieu, le collège départemental, composé des électeurs les plus riches, élit les députés, en veillant à choisir au moins la moitié des députés parmi les candidats retenus au scrutin du premier degré.
L'ordonnance du 13 juillet 1815 abaisse les limites d'âge prévues par les articles 38 et 41 de la Charte. Sont ainsi électeurs tous les citoyens d'au moins 21 ans et payant 300 francs d'impôts directs. Sont éligibles tous les citoyens âgés d'au moins 25 ans et payant au moins 1 000 francs d'impôts directs.
De fait, 72 000 seront appelés à voter pour une population française de 30 millions d'habitants. Le mode d'élection est indirect à deux tours, les collèges d'arrondissement se bornent à élire des candidats le 14 août 1815, lesquels sont soumis ensuite aux collèges départementaux lors du second tour le 28 août.

## Résultats

### Résultats nationaux
|       |                 |        |     |        |     |
| Parti | Parti           | Voix   | %   | Sièges | +/- |
|       | Ultraroyalistes | ?      | ?   | 350    | Nv. |
|       | Doctrinaires    | ?      | ?   | 50     | Nv. |
|       |                 |        |     |        |     |
| Total | Total           | 40 400 | 100 | 400    | 230 |

### Résultats par circonscriptions
| Départements        | Circonscriptions   | Député sortant | Député élu                                              | Parti | Parti           |
| ------------------- | ------------------ | -------------- | ------------------------------------------------------- | ----- | --------------- |
| Basses-Alpes        | Grand collège      | Nouveau régime | Eugène d'Arnauld                                        |       | Ultraroyalistes |
| Basses-Alpes        | 1er arrondissement | Nouveau régime | Antoine Gravier                                         |       | Ultraroyalistes |
| Hautes-Alpes        | Grand collège      | Nouveau régime | Jules Anglès                                            |       | Ultraroyalistes |
| Hautes-Alpes        | 1er arrondissement | Nouveau régime | Jean Colomb                                             |       | Doctrinaires    |
| Cantal              | Grand collège      | Nouveau régime | Jean-Baptiste Vacher de Tournemine                      |       | Doctrinaires    |
| Cantal              | 1er arrondissement | Nouveau régime | Hugues Croizet                                          |       | Ultraroyalistes |
| Cantal              | 2e arrondissement  | Nouveau régime | Charles Ganilh                                          |       | Doctrinaires    |
| Charente            | Grand collège      | Nouveau régime | Louis Dubreuil-Hélion de La Guéronnière                 |       | Ultraroyalistes |
| Charente            | 1er arrondissement | Nouveau régime | Jean-Baptiste Albert                                    |       | Ultraroyalistes |
| Charente            | 2e arrondissement  | Nouveau régime | Pierre Dupont de l'Étang                                |       | Ultraroyalistes |
| Charente            | 3e arrondissement  | Nouveau régime | Étienne Tardif de Pommeroux de Bordesoulle              |       | Ultraroyalistes |
| Charente-Inférieure | Grand collège      | Nouveau régime | Jean-Joseph Jouneau                                     |       | Doctrinaires    |
| Charente-Inférieure | 1er arrondissement | Nouveau régime | Olivier Rivaud de La Raffinière                         |       | Ultraroyalistes |
| Charente-Inférieure | 2e arrondissement  | Nouveau régime | Jean-Louis Admyrauld                                    |       | Doctrinaires    |
| Charente-Inférieure | 3e arrondissement  | Nouveau régime | Jean Baudry                                             |       | Ultraroyalistes |
| Charente-Inférieure | 4e arrondissement  | Nouveau régime | Denis de Mac-Carthy                                     |       | Ultraroyalistes |
| Cher                | Grand collège      | Nouveau régime | Louis-Stanislas de La Trémoille                         |       | Ultraroyalistes |
| Cher                | 1er arrondissement | Nouveau régime | Jean-Baptiste Augier                                    |       | Ultraroyalistes |
| Cher                | 2e arrondissement  | Nouveau régime | Antoine Boin                                            |       | Ultraroyalistes |
| Corrèze             | Grand collège      | Nouveau régime | Antoine-Léger Sartelon                                  |       | Ultraroyalistes |
| Corrèze             | 1er arrondissement | Nouveau régime | Joseph de Foucauld                                      |       | Ultraroyalistes |
| Corrèze             | 2e arrondissement  | Nouveau régime | Joseph Fouché                                           |       | Ultraroyalistes |
| Corse               |                    | Nouveau régime | Pas de députés répertoriés                              |       |                 |
| Côte-d'Or           | Grand collège      | Nouveau régime | Jean de Maleteste                                       |       | Ultraroyalistes |
| Côte-d'Or           | 1er arrondissement | Nouveau régime | Claude Perreney de Velmont de Grosbois                  |       | Ultraroyalistes |
| Côte-d'Or           | 2e arrondissement  | Nouveau régime | Henry Brenet                                            |       | Ultraroyalistes |
| Côte-d'Or           | 3e arrondissement  | Nouveau régime | Hector de Bruère de Vaurois                             |       | Ultraroyalistes |
| Côtes-du-Nord       | Grand collège      | Nouveau régime | Claude Rouxel                                           |       | Ultraroyalistes |
| Côtes-du-Nord       | 1er arrondissement | Nouveau régime | Olivier Rupérou                                         |       | Doctrinaires    |
| Côtes-du-Nord       | 2e arrondissement  | Nouveau régime | Charles Néel de La Vigne                                |       | Doctrinaires    |
| Côtes-du-Nord       | 3e arrondissement  | Nouveau régime | Jean-Marie de Gourlay                                   |       | Ultraroyalistes |
| Côtes-du-Nord       | 4e arrondissement  | Nouveau régime | Charles Beslay                                          |       | Doctrinaires    |
| Côtes-du-Nord       | 5e arrondissement  | Nouveau régime | Louis de Gouyon-Thaumatz                                |       | Ultraroyalistes |
| Côtes-du-Nord       | 6e arrondissement  | Nouveau régime | Pierre Carré                                            |       | Doctrinaires    |
| Creuse              | Grand collège      | Nouveau régime | Jean-Baptiste Voysin de Gartempe                        |       | Ultraroyalistes |
| Creuse              | 1er arrondissement | Nouveau régime | Louis Michelet de Villemonteil                          |       | Ultraroyalistes |
| Creuse              | 2e arrondissement  | Nouveau régime | Léonard Tixier de La Chapelle                           |       | Ultraroyalistes |
| Creuse              | 3e arrondissement  | Nouveau régime | Jean Gerbaud                                            |       | Ultraroyalistes |
| Dordogne            | Grand collège      | Nouveau régime | Pierre Chilhaud de La Rigaudie                          |       | Ultraroyalistes |
| Dordogne            | 1er arrondissement | Nouveau régime | Jean d'Abzac de La Douze                                |       | Ultraroyalistes |
| Dordogne            | 2e arrondissement  | Nouveau régime | François Meynard                                        |       | Ultraroyalistes |
| Dordogne            | 3e arrondissement  | Nouveau régime | Pierre Gontier de Biran                                 |       | Ultraroyalistes |
| Dordogne            | 4e arrondissement  | Nouveau régime | Antoine de Mirandol                                     |       | Ultraroyalistes |
| Dordogne            | 5e arrondissement  | Nouveau régime | Pierre-Alexandre Dereix                                 |       | Ultraroyalistes |
| Doubs               | Grand collège      | Nouveau régime | Pierre-Georges de Scey-Montbéliard                      |       | Ultraroyalistes |
| Doubs               | 1er arrondissement | Nouveau régime | Marie-Bénigne de Chifflet d'Orchamps                    |       | Ultraroyalistes |
| Drôme               | Grand collège      | Nouveau régime | Charles-Paul de La Croix de Chevrières de Saint-Vallier |       | Ultraroyalistes |
| Drôme               | 1er arrondissement | Nouveau régime | Hippolyte Guigues de Morenton de Chabrillan             |       | Ultraroyalistes |
| Drôme               | 2e arrondissement  | Nouveau régime | Charles de Gailhard                                     |       | Ultraroyalistes |
| Eure                | Grand collège      | Nouveau régime | Anne de Roncherolles                                    |       | Ultraroyalistes |
| Eure                | 1er arrondissement | Nouveau régime | Charles de La Pasture                                   |       | Ultraroyalistes |
| Eure                | 2e arrondissement  | Nouveau régime | Bon de Blangy                                           |       | Ultraroyalistes |
| Eure                | 3e arrondissement  | Nouveau régime | Pierre Lizot                                            |       | Ultraroyalistes |
| Eure                | 4e arrondissement  | Nouveau régime | Bénigne Poret de Blosseville                            |       | Ultraroyalistes |
| Indre               | Grand collège      | Nouveau régime | Louis-Joseph de Montbel                                 |       | Ultraroyalistes |
| Indre               | 1er arrondissement | Nouveau régime | Antoine Bourdeau-Desmaret de Fontenay                   |       | Ultraroyalistes |
| Indre-et-Loire      | Grand collège      | Nouveau régime | Henri Goüin-Moisant                                     |       | Ultraroyalistes |
| Indre-et-Loire      | 1er arrondissement | Nouveau régime | Claude-René Bacot de Romand                             |       | Ultraroyalistes |
| Indre-et-Loire      | 2e arrondissement  | Nouveau régime | Charles Bonnin de La Bonninière de Beaumont             |       | Ultraroyalistes |
| Indre-et-Loire      | 3e arrondissement  | Nouveau régime | Paul-Julien de Jouffrey                                 |       | Ultraroyalistes |
| Lot                 | Grand collège      | Nouveau régime | Jean Sirieys de Mayrinhac                               |       | Ultraroyalistes |
| Lot                 | 1er arrondissement | Nouveau régime | Jean-Félix Faydel                                       |       | Ultraroyalistes |
| Lot                 | 2e arrondissement  | Nouveau régime | Louis d'Hélyot                                          |       | Ultraroyalistes |
| Lot                 | 3e arrondissement  | Nouveau régime | Pierre-Joseph de Lachèze-Murel                          |       | Ultraroyalistes |
| Lot-et-Garonne      | Grand collège      | Nouveau régime | Jean Teulon                                             |       | Ultraroyalistes |
| Lot-et-Garonne      | 1er arrondissement | Nouveau régime | Philippe Digeon de Monteton                             |       | Ultraroyalistes |
| Lot-et-Garonne      | 2e arrondissement  | Nouveau régime | Pierre Sylvestre                                        |       | Ultraroyalistes |
| Lot-et-Garonne      | 3e arrondissement  | Nouveau régime | Jean-Baptiste de Vassal de Montviel                     |       | Ultraroyalistes |
| Lozère              | Grand collège      | Nouveau régime | Jean-Pierre André                                       |       | Ultraroyalistes |
| Lozère              | 1er arrondissement | Nouveau régime | Barnabé de Briges                                       |       | Ultraroyalistes |
| Maine-et-Loire      | Grand collège      | Nouveau régime | Anselme Papiau de La Verrie                             |       | Doctrinaires    |
| Maine-et-Loire      | 1er arrondissement | Nouveau régime | Charles du Bois de Maquillé                             |       | Ultraroyalistes |
| Maine-et-Loire      | 2e arrondissement  | Nouveau régime | Pierre-Vincent Benoist d'Angers                         |       | Ultraroyalistes |
| Maine-et-Loire      | 3e arrondissement  | Nouveau régime | Étienne Feuillant                                       |       | Ultraroyalistes |
| Maine-et-Loire      | 4e arrondissement  | Nouveau régime | Louis d'Andigné de Mayneuf                              |       | Ultraroyalistes |
| Maine-et-Loire      | 5e arrondissement  | Nouveau régime | François-Régis de La Bourdonnaye                        |       | Ultraroyalistes |
| Marne               | Grand collège      | Nouveau régime | Pierre-Paul Royer-Collard                               |       | Doctrinaires    |
| Marne               | 1er arrondissement | Nouveau régime | Jean-Baptiste Froc de la Boulaye                        |       | Doctrinaires    |
| Marne               | 2e arrondissement  | Nouveau régime | Sosthènes de La Rochefoucauld                           |       | Ultraroyalistes |
| Marne               | 3e arrondissement  | Nouveau régime | Basile Chamorin de Cappy                                |       | Ultraroyalistes |
| Haute-Marne         | Grand collège      | Nouveau régime | Roger de Damas d'Antigny                                |       | Ultraroyalistes |
| Haute-Marne         | 1er arrondissement | Nouveau régime | Louis Becquey                                           |       | Doctrinaires    |
| Mayenne             | Grand collège      | Nouveau régime | Jean-Armand de Hercé                                    |       | Ultraroyalistes |
| Mayenne             | 1er arrondissement | Nouveau régime | Léon Leclerc                                            |       | Ultraroyalistes |
| Mayenne             | 2e arrondissement  | Nouveau régime | Charles de Bailly de Fresnay                            |       | Ultraroyalistes |
| Mayenne             | 3e arrondissement  | Nouveau régime | Étienne Déan                                            |       | Ultraroyalistes |
| Vaucluse            | Grand collège      | Nouveau régime | Joseph de Bonaud d'Archimbaud                           |       | Ultraroyalistes |
| Vaucluse            | 1er arrondissement | Nouveau régime | Joseph de Forbin des Issarts                            |       | Ultraroyalistes |
| Vaucluse            | 2e arrondissement  | Nouveau régime | Jacques de Vincens de Mauléon de Causans                |       | Ultraroyalistes |
| Haute-Vienne        | Grand collège      | Nouveau régime | Jacques Mousnier-Buisson                                |       | Ultraroyalistes |
| Haute-Vienne        | 1er arrondissement | Nouveau régime | Sigismond du Pouget de Nadaillac                        |       | Ultraroyalistes |
| Haute-Vienne        | 2e arrondissement  | Nouveau régime | Pierre-Alpinien Bourdeau                                |       | Ultraroyalistes |
| Yonne               | Grand collège      | Nouveau régime | Jean-Edme Raudot                                        |       | Ultraroyalistes |
| Yonne               | 1er arrondissement | Nouveau régime | Louis Fauvelet de Bourrienne                            |       | Ultraroyalistes |
| Yonne               | 2e arrondissement  | Nouveau régime | Edme Hay-Lucy                                           |       | Ultraroyalistes |
| Yonne               | 3e arrondissement  | Nouveau régime | Charles de Laurencin                                    |       | Ultraroyalistes |

## Conséquences
La chambre élue est composée très majoritairement de royalistes et fut surnommée la « Chambre introuvable ». La plupart sont des hommes nouveaux, seuls 33 députés appartenaient à la Chambre de 1814 et 17 à celle des Cent-Jours